# Xylena brucei
Xylena brucei là một loài bướm đêm trong họ Noctuidae.